# Friedrich Theodor Cohn

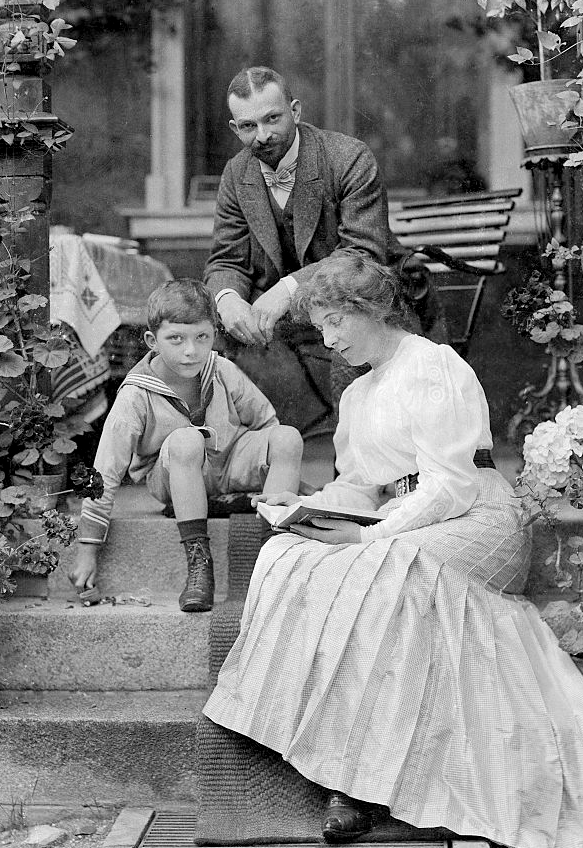
Friedrich Cohn mit Clara Viebig und Sohn Ernst, 1906

Friedrich Theodor Cohn (* 22. Januar 1864 in Charlottenburg; † 14. Februar 1936 in Berlin) war ein Verleger in Berlin.

## Leben
Der Vater Wilhelm Cohn war ein jüdischer Fabrikbesitzer in Charlottenburg und später Mitglied im Preußischen Abgeordnetenhaus. Die Mutter Meta Cohn stammte aus Danzig.
Friedrich Theodor Cohn machte nach dem Abitur eine kaufmännische Ausbildung in Hamburg und Amerika und arbeitete seit 1888 für drei Jahre in Hamburg. Danach reiste er durch Europa.
1893 wurde Cohn Mitarbeiter im Verlag F. Fontane & Co. und bald darauf Teilhaber. Dort lernte er 1895 die Schriftstellerin Clara Viebig kennen, die er nach seinem Übertritt zum evangelischen Bekenntnis 1896 heiratete. 1897 wurde der einzige Sohn Ernst Viebig geboren.
1903 schied Friedrich Cohn aus dem Verlag F. Fontane & Cohn aus und gründete mit Egon Fleischel den Verlag Egon Fleischel & Co. Sie konnten einige technische Ausstattung mitnehmen und mehrere der Autoren wie Clara Viebig für sich gewinnen. Ab 1906 führte Theodor Cohn den Verlag alleine weiter. 1921 verkaufte er ihn an die Deutsche Verlags-Anstalt.